# 施魏克特山
47°02′00″N 10°46′25″E / 47.033376°N 10.773694°E

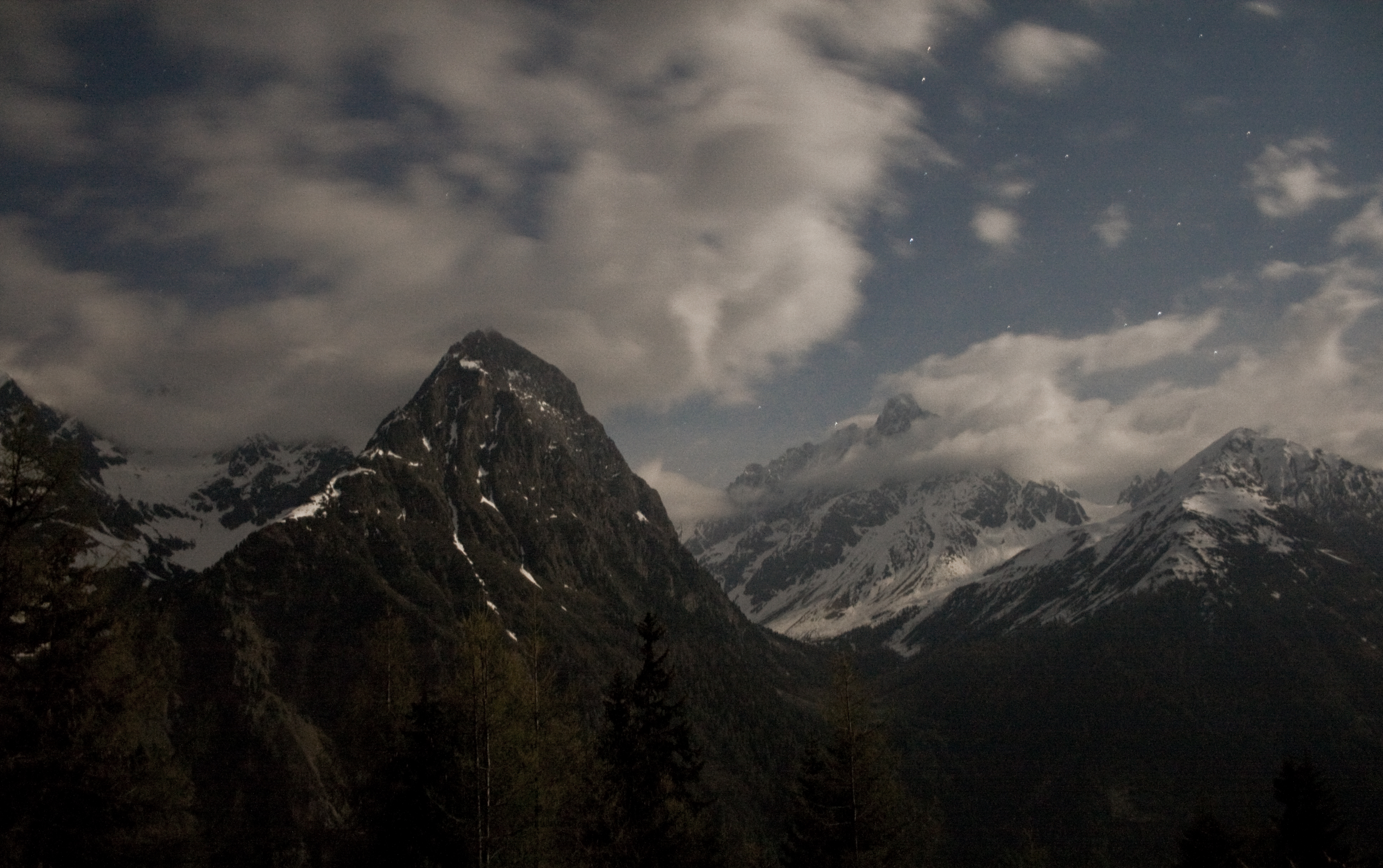

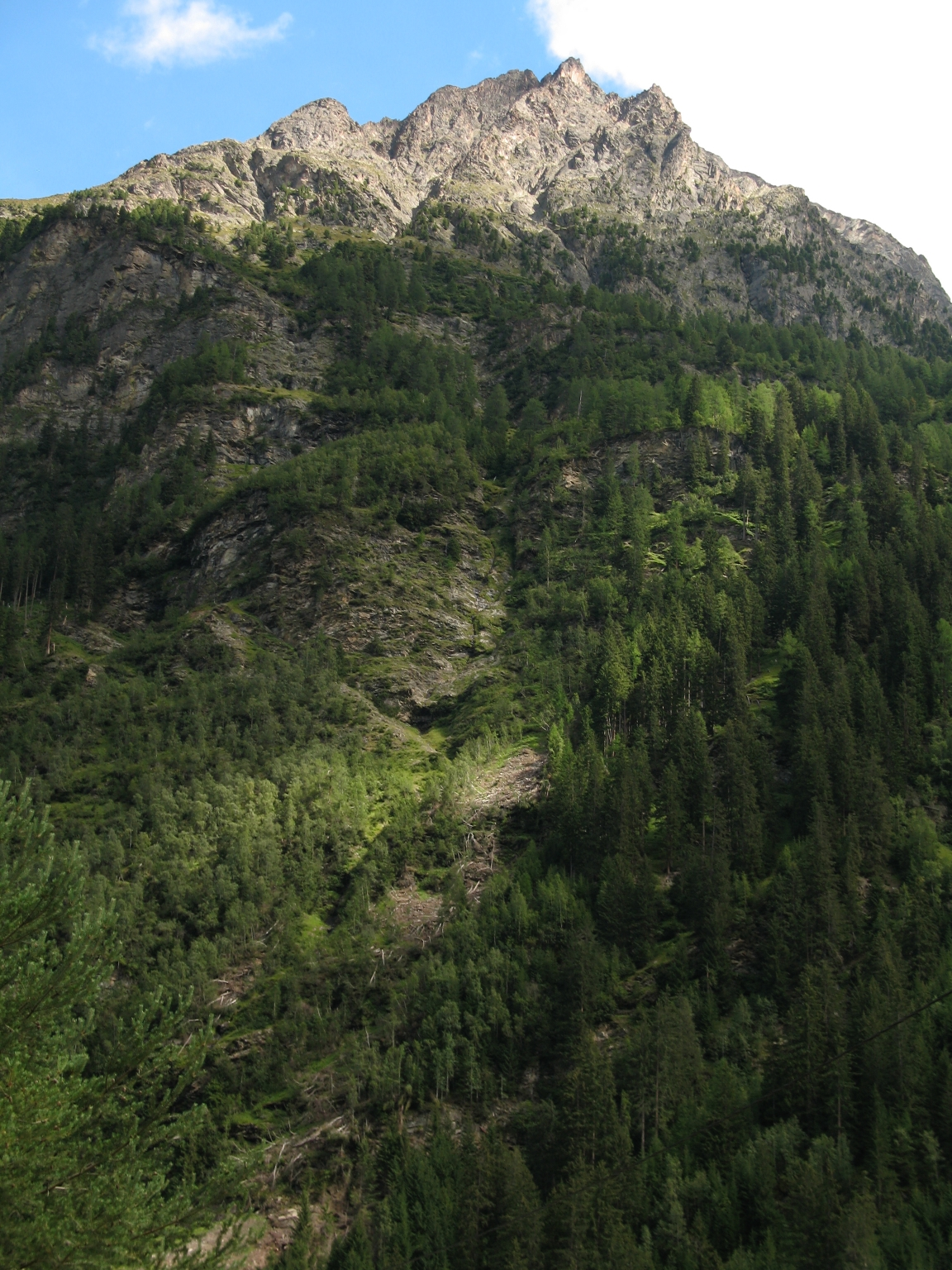

施魏克特山（德語：Schweikert），是奧地利的山峰，位於該國西部，由蒂羅爾州負責管轄，屬於奧茨塔爾阿爾卑斯山脈的一部分，海拔高度2,879米，人類在1893年首次登頂。